# Coupe Suzanne-Lenglen
 (juin 2021).
Si vous disposez d'ouvrages ou d'articles de référence ou si vous connaissez des sites web de qualité traitant du thème abordé ici, merci de compléter l'article en donnant les références utiles à sa vérifiabilité et en les liant à la section « Notes et références ».
La Coupe Suzanne-Lenglen est le trophée remis à la gagnante du simple dames des Internationaux de France de tennis (Roland-Garros) depuis l'édition de 1979. Elle est nommée ainsi en l'honneur de Suzanne Lenglen, lauréate de la première édition des Internationaux de France de tennis en 1925. 
La coupe actuelle a été créée en 1985, elle est, à quelques détails près, la réplique d’une coupe qui avait été offerte par la Ville de Nice à Suzanne Lenglen. Ce trophée, donné en 1976 par la famille de Suzanne Lenglen au Musée national du Sport où il est exposé, était symboliquement remis entre 1979 et 1985 à chaque gagnante jusqu'à ce que la FFT en réalise une copie après l'autorisation du Musée national du Sport. À partir de 1986, chaque joueuse victorieuse conserve une réplique de plus petite dimension, l'original restant la propriété de la Fédération française de tennis (FFT).
Son équivalent masculin est la Coupe des Mousquetaires.

Représentation schématique de la Coupe Suzanne-Lenglen.
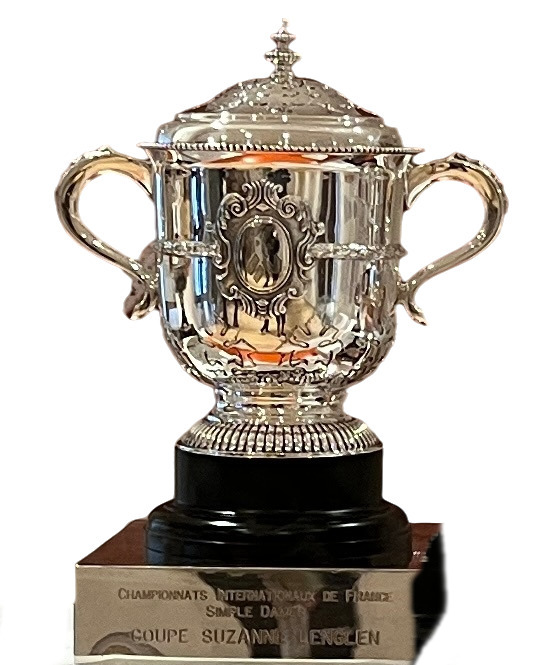
La coupe exposée en 2024.
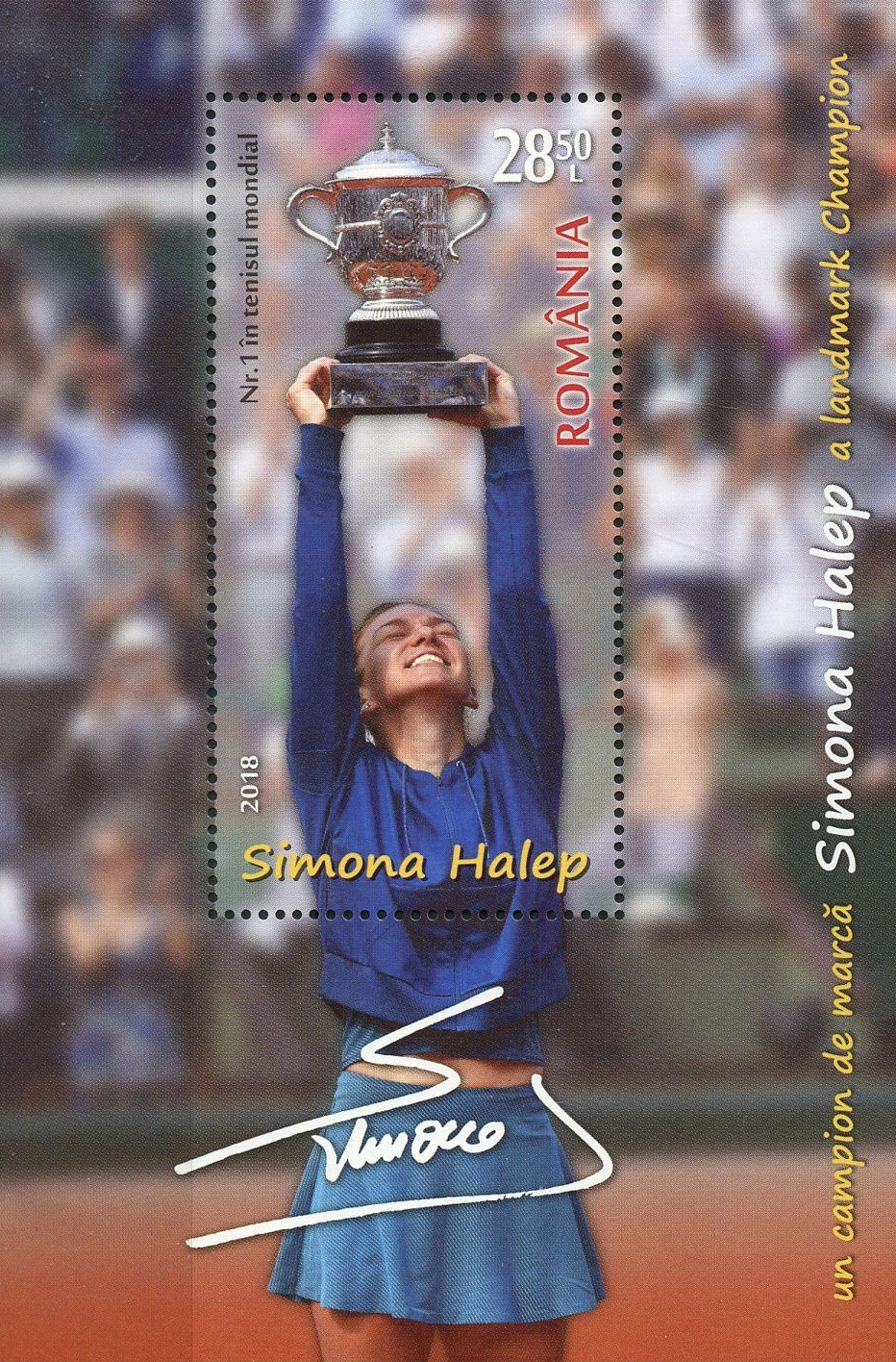
Timbre roumain de 2018.

Elle apparaît aussi sur un timbre roumain représentant Simona Halep lors de sa victoire en 2018.